# NGC 6234
NGC 6234 (другие обозначения — MCG 1-43-7, ZWG 53.18, ARAK 508, NPM1G +04.0508, PGC 59144) — эллиптическая галактика (E) в созвездии Змееносец.
Этот объект входит в число перечисленных в оригинальной редакции «Нового общего каталога».